# Syðradalur (Kalsoy)

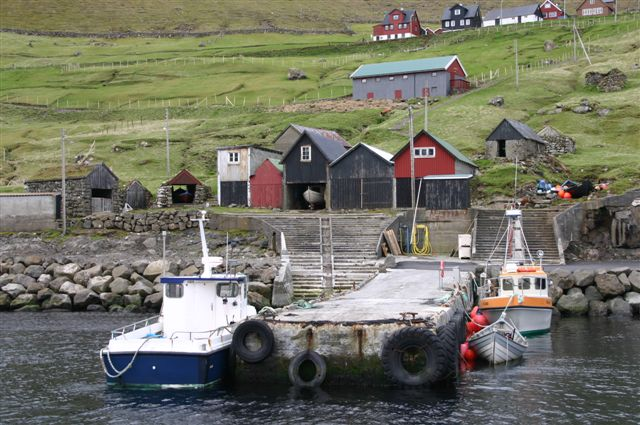
Im Hafen von Syðradalur

Syðradalur [ˈsiːɹaˌtɛalʊɹ] (übersetzt: Südtal; dänisch: Sydredal) ist ein Ort der Färöer auf der Insel Kalsoy, die zu den Nordinseln zählt. Das kleine Dorf, das sich im Süden der Insel an der Ostküste befindet, gehört zur färöischen Gemeinde Klaksvík (bis Ende 2016 zu Húsar (Húsa kommuna)). Anfang 2015 lebten sechs Einwohner im Ort. Die Postleitzahl von Syðradalur lautet FO-795.

## Geschichte

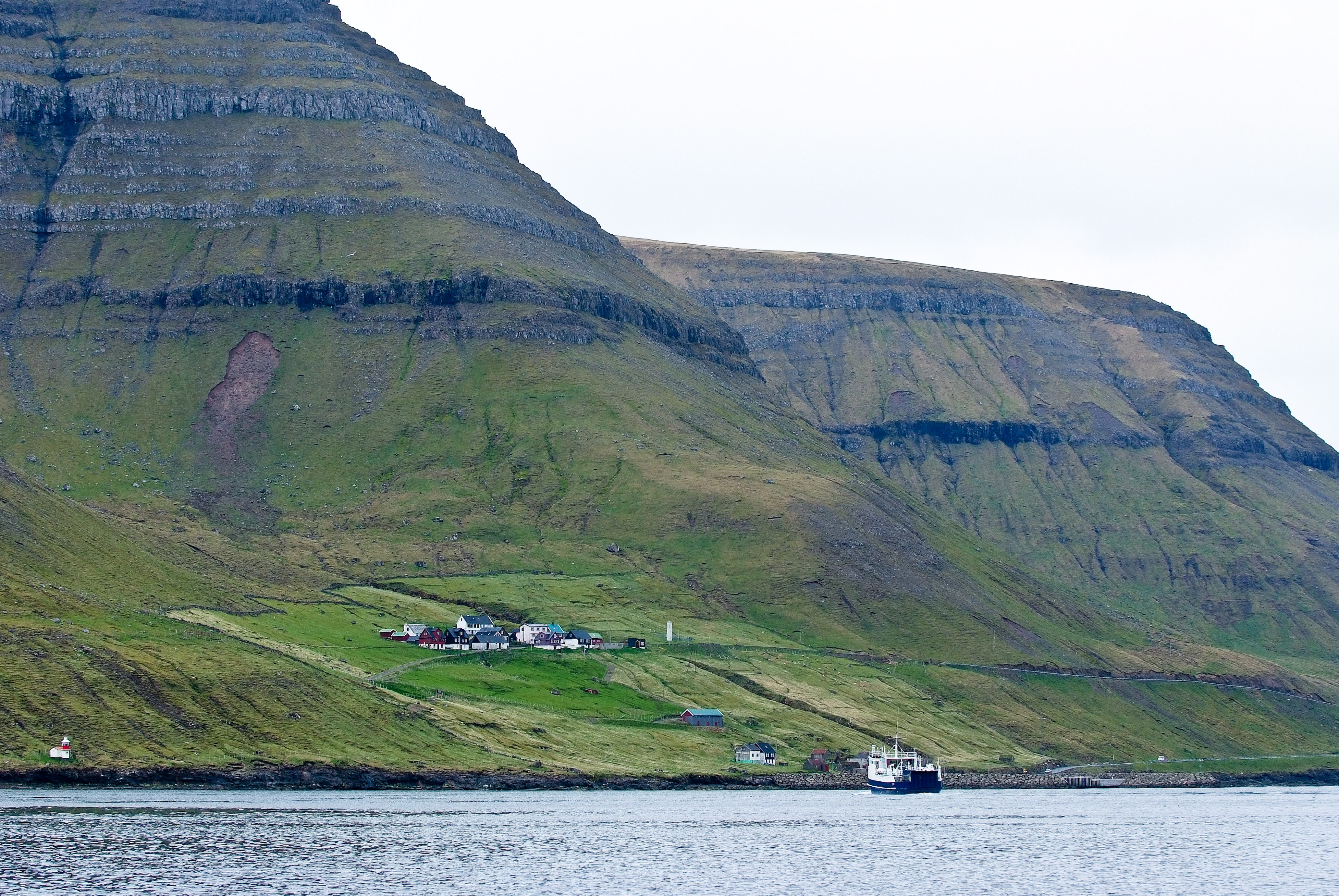
Syðradalur aus der Ferne, im Vordergrund das Fährschiff Sam

Syðradalur ist der südlichste Ort auf Kalsoy. Er wurde zwischen 1812 und 1816 von den Bewohnern des Ortes Blankskáli gegründet, der zuvor von einer gewaltigen Schneelawine heimgesucht und leicht beschädigt worden war. Syðradalur wird deshalb als Dorfneugründung (niðursetubygd) betrachtet. Es wird jedoch davon ausgegangen, dass bereits im 16. Jahrhundert an der Stelle des heutigen Ortes Syðradalur gesiedelt wurde. Allerdings ist nicht bekannt, warum der Ort später verlassen wurde.
Im Laufe des 19. Jahrhunderts kamen zu den fünf Gründungshäusern noch drei weitere Häuser hinzu, so dass das Dorf um 1900 aus acht Häusern und einer Schule bestand, die 1886 gebaut worden war. In der inzwischen wieder geschlossenen Schule werden nun im Frühjahr kunsthandwerkliche Kurse angeboten. 1966 erhielt der Ort elektrischen Strom. Im Jahr 2009 wurden auf Kalsoy Hausnummern und Straßennamen eingeführt. In Syðradalur gibt es seitdem drei Straßen: Dalsgøta, á Bakkanum und Knúksdalur.
Syðradalur ist von hohen Bergen umgeben. In unmittelbarer Nähe befinden sich der 743 m hohe Botnstindur, zweithöchster Gipfel auf Kalsoy, sowie der 703 m hohe Gríslatindur.
Verkehrsmäßig ist Syðradalur heute durch ein Tunnelsystem mit allen anderen Orten der Insel Kalsoy verbunden (siehe Liste der Tunnel auf den Färöern). Die Buslinie 506 bedient die Strecke von Syðradalur nach Trøllanes.
Des Weiteren wird Syðradalur über die Fährverbindung 56 (Klaksvík–Syðradalur) mehrmals am Tag durch das Fährschiff Sam angelaufen.

## Ortsname

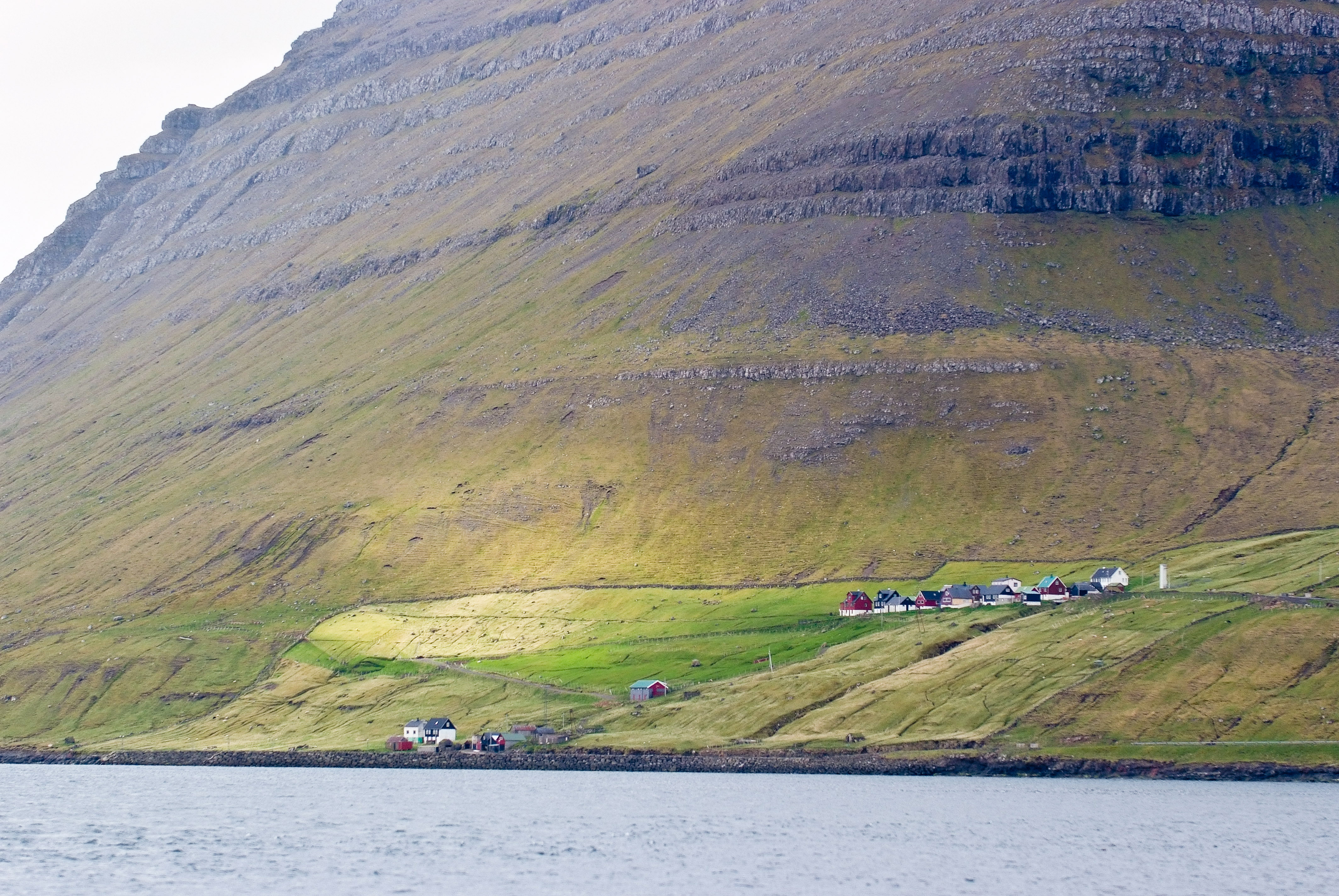
Syðradalur mit dem Fuß des Gríslatindur im Hintergrund.

Auf den Färöern gibt es einen anderen Ort gleichen Namens, nämlich Syðradalur auf der Insel Streymoy. In der färöischen Sprache wird zwischen den beiden gleichnamigen Orten Syðradalur durch die verwendeten Präpositionen unterschieden:
- í Syðradali og úr Syðradali í Streymoy („in Syðradalur und aus Syðradalur in Streymoy“)
- á Syðradali og av Syðradali í Kalsoy („auf Syðradalur und von Syðradalur in Kalsoy“)

## Persönlichkeiten
- Bjørn Kalsø (* 1966), ein färöischer Politiker des Sambandsflokkurin, stammt aus Syðradalur.